# Левченко, Василий Галактионович
Василий Галактионович Левченко (1912—1943) — старший лейтенант Рабоче-крестьянской Красной Армии, участник Великой Отечественной войны, Герой Советского Союза (1944).

## Биография
Родился в 1912 году в Выборге.  В 1918 году город Выборг отошёл к Финляндии, и семья Левченко переехала в Малую Вишеру. После окончания десяти классов школы работал председателем сельского совета в Маловишерском районе Новгородской области. В начале 1941 года был призван на службу в Рабоче-крестьянскую Красную Армию. С июля того же года — на фронтах Великой Отечественной войны.
К августу 1943 года старший лейтенант Василий Левченко был заместителем командира батальона 332-го стрелкового полка 241-й стрелковой дивизии 27-й армии Воронежского фронта. Отличился во время освобождения Сумской области Украинской ССР. 9 августа 1943 года участвовал в отражении ряда немецких контратак в районе села Екатериновка Великописаревского района, лично уничтожив 3 танка противника. В том бою он погиб. Похоронен в Екатериновке.
Указом Президиума Верховного Совета СССР «О присвоении звания Героя Советского Союза генералам, офицерскому, сержантскому и рядовому составу Красной Армии» от 10 января 1944 года за «образцовое выполнение боевых заданий командования на фронте борьбы с немецко-фашистскими захватчиками и проявленные при этом отвагу и геройство» был удостоен посмертно высокого звания Героя Советского Союза. Также посмертно был награждён орденом Ленина.
В его честь названа улица в Малой Вишере и установлен памятник в его честь. В Музее боевой славы МАОУ СШ №1 хранится справка с места работы и земля с места захоронения героя Советского Союза Левченко Василия Галлактионовича.